# Jürgen Dahmen
Jürgen Dahmen (* 27. Juni 1956) ist ein deutscher Fusionmusiker (Keyboards) und Filmkomponist.

## Leben und Wirken
Dahmen, der in Neuss aufwuchs, erhielt ab 1966 Klavierunterricht. Seit 1967 spielte er Kirchenorgel. Ab 1969 lernte er weitere Instrumente, zunächst Violine und Gitarre, dann Schlagzeug. Das Quirinus-Gymnasium verließ er mit der Mittleren Reife. 1972 begann er ein Musikstudium am Robert-Schumann-Institut in Düsseldorf, das er nach zwei Semestern abbrach. Er absolvierte dann eine Ausbildung als Krankenpfleger, machte aber weiter Musik. 1978 holte ihn Big Fletchit in sein Trio, in dem er europaweit auftrat. Daneben spielte er bei Vier und der Da Capo Movieband sowie Thomas Brendgens-Mönkemeyer, ab 1983 bei Axel Petry, mit dem er mit Albert Mangelsdorff, Michal Urbaniak und Sam Rivers auftrat. 1984 gründete er die Gruppe Hearts and Chips, mit der er sich auf dem Moers Festival vorstellte. 
Als Studiomusiker ist er auf Alben von Sternhagel, Propaganda und dem Frank Popp Ensemble ebenso zu hören wie auf Produktionen von Georg Danzer, Tom Mega, Eric Burdon, Andreas Bourani (Ultraleicht, Hey), Sasha (The One) und Udo Lindenberg. Ab 1995 spielte er mehr als zehn Jahre lang in der Band von Helmut Zerlett in der Harald Schmidt Show. Dahmen gehörte auch zu Stefan Krachtens Projekt Trance Groove und zu den Nighthawks. In den letzten Jahren war er mit Wolf Maahn auf Tournee, 2006 mit den Temptations. In den letzten Jahren war er auch mit dem Hendrix-Projekt Grand Jam on Hendrix und mit The Knechtsand unterwegs. Gemeinsam mit Peter „Jem“ Seifert betreibt er in Neuss das Black Sheep Studio.
Daneben begann er bereits in den 1980er-Jahren als Filmkomponist zu arbeiten. Er schrieb unter anderem die Musik für die Fernsehserien Ignaz der Gerechte (1985), Die Losbergs (1986) und Buschkrankenhaus (1991) und erhielt Aufträge für Werbemusiken für C & A, Siemens und E-Plus.

## Preise und Auszeichnungen
1982 wurde er bei der WDR Stadtmusik sowohl mit Härte 10, Vier und der Da Capo Movieband ausgezeichnet.